# 양위안칭

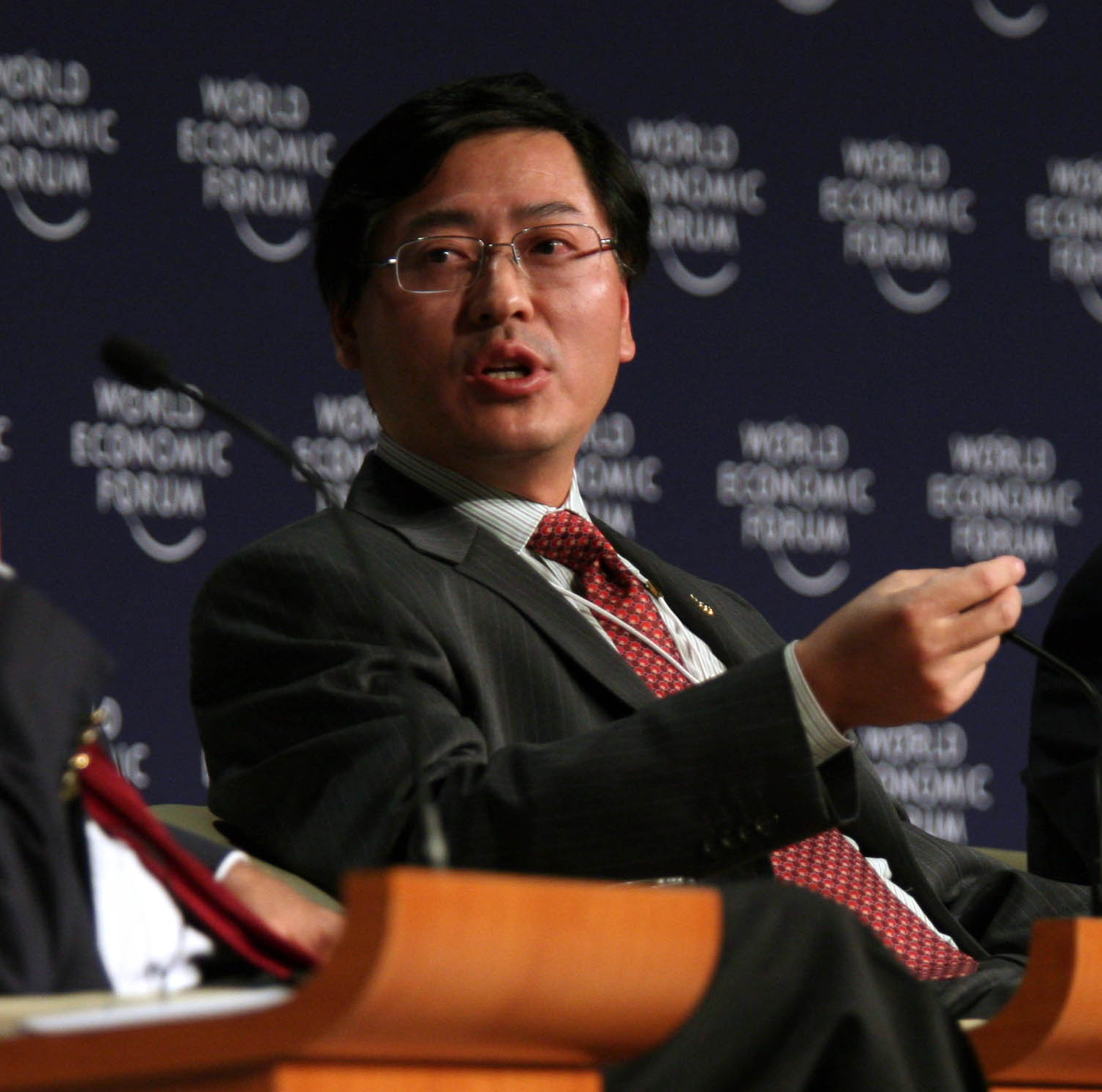

양위안칭(楊元慶, 1964년~현재)은 레노버그룹의 회장(CEO)이다.

## 경력
- 2009년 2월 ~ : 레노버그룹 CEO
- 2011년 11월 ~ : 레노버그룹 회장

## 학력
- 1986년 중국상하이교통대학교 학사
- 1989년 중국과학기술대학교 대학원 컴퓨터과학 석사

## 기여
- 레노버그룹의 회장을 맡아 그룹이 세계시장속으로 들어가게함
- 2014년 레노버그룹은 글로버PC 1위자리를 차지하게 됨
- 차지 이후 판매량이 급속도로 증가해 스마트폰, 태블릿 등 전문 업체로 성장함
- 현재 (University of Science and Technology of China)  컴퓨터 과학과 석사 학위를 취득한 중국 과학 기술 대학을 가르치고 있음

## 경영방식
- 본질적인 질문들을 던져 기존의 시각에 대해 의심을 가져 답을 찾으려고 함
- 상사의 간섭을 주도적으로 벗어나 자신의 생각을 펼쳐야함
- 기업의 가치와 문화를 받아드려 업무를 수행함
- 회사의 경쟁력과 부서의 성과를 실질적으로 끌어올릴수 있는 중간관리자역할을 맡아서 보여줌
- 올바른 판단력과 추진력을 가져 업무를 수행해야함
- 자신에게 도움을 주는 사람을 유명인으로부터 찾으려 하지말고 주변사람으로부터 얻어야함